# 2018 AG37
2018 AG37 (beceneve FarFarOut) egy kisbolygó, mely a Naprendszer legtávolabbi ismert kentaur típusú objektuma. Pályája 27 és 145 CsE naptávolság között mozog, átlagos távolsága 132 CsE.
Létezését 2018-ban észlelték, és 2019. február 21-én jelentették be hivatalosan a felfedezését.